# Гюппе, Фердинанд
Фердинанд Гюппе (Ferdinand Hueppe) — немецкий бактериолог и гигиенист. В 1900 году стал первым президентом Немецкого футбольного союза.

## Биография
С 1889 года профессор гигиены в Пражском университете. Ему принадлежит ряд работ о новых методах бактериологического исследования.

## Труды
- «Die Methoden der Bakterienforschung» (5-е изд., 1891, перев. на англ., франц. и русский яз.),
- «Naturwissensch. Einführung in die Bakteriologie» (1896, перев. на англ. яз.),
- «Ueber die Ursachen d. Grährungen und Infektionskrankheiten in den Beziehungen zum Causalproblem und zur Energetik» (1893),
- «Bakteriologie und Biologie der Wohnung» (в «Handbuch d. Hygiene» Weyl’a).

Работы по гигиене:
- «Der Zusammenhang der Wasser versorgung mit der Entstehung und Ausbreitung v. Infektionskrankheiten» («Bericht d. intern, med. Kongr.». 1887),
- «Zur Kenntniss d. Abwässer in Zuckerfabriken» («Arch. f. Hyg.», 1899),
- «Zur Rassen- und Sozialhygiene der Griechen im Alterthum und in der Gegenwart» (1897),
- «Ueber Körperubungen in Schule und Volk» (1895),
- «Volksgesundung durch Volksspiele» (1898),
- «Die hygien. Bedeutung d. erziehenden Kinderarbeit» (1899),
- «Handbuch d. Hygiene» (1899) и др.